# Xã Harrison, Quận White, Arkansas
Xã Harrison (tiếng Anh: Harrison Township) là một xã thuộc quận White, tiểu bang Arkansas, Hoa Kỳ. Năm 2010, dân số của xã này là 6.325 người.